# Посабина
Посабина (болг. Посабина) — село в Болгарии. Находится в Тырговиштской области, входит в общину Попово. В некоторых источниках описывается как Косабина.
Население составляет 205 человек (2022).

## История
28 ноября 1877 года, в ходе Русско-турецкой войны 1877—1878 гг., близ Посабины произошло ожесточённое сражение между частями Русской императорской армии и войском Османской империи. В память погибшим воинам 125-о Курского пехотного полка болгары установили на месте битвы памятник.

## Политическая ситуация
В местном кметстве Посабина, в состав которого входит Посабина, должность кмета (старосты) исполняет Цветан Борисов Цветков (коалиция в составе 2 партий: Гражданский союз за новую Болгарию (ГСНБ), Федерация Активного Гражданского Общества (ФАГО)) по результатам выборов правления кметства.
Кмет (мэр) общины Попово — Людмил Веселинов (коалиция в составе 2 партий: Федерация Активного Гражданского Общества (ФАГО), Гражданский союз за новую Болгарию (ГСНБ)) по результатам выборов 2007 года в правление общины.